# 讀者 (雜誌)
《读者》為中国发行量最大的杂志之一，半月刊，由甘肃人民出版社出版发行。《读者》属于文摘类杂志，自身只发表少量原创内容，大多数文章通过摘取其他报刊杂志并支付稿酬来发表。

## 概述
《读者》1981年於兰州创刊，原名《读者文摘》，但因与美国《读者文摘》（Reader's Digest）发生商标权纠纷，於1993年7月改为现在的《读者》一名。
《读者》月发行量达800万份，刊物发行量居中国第一，世界综合类期刊第四。並同時发行盲文版、少數民族文字版（维文版、藏文版）及正體中文版。有子刊物《读者欣赏》、《读者·原创版》、《读者·乡土人文版》、《读者·校园版》。2007年“读者网”。
《读者文摘》刊名由著名书法家赵朴初题写。改为《读者》後，仍沿用赵朴初的题字。
《读者》子公司读者甘肃数码科技有限公司曾于2010年5月发布了读者电纸书，型号为DZ60A，DZ60B，DZ60C。其中DZ60A、B中可以免费下载前4年的《读者》、前五年的《读者·原创版》以及《读者·乡土人文版》《读者精华卷》《读者丛书》《读者原创版丛书》《读者增刊》等168册杂志。DZ60C中内置由三十年的《读者》杂志，此外，还内置了500本图书、3000篇高考优秀作文和“读者的挚爱诗文音乐朗诵会”朗诵音频。但由于价格较为高昂且关注度不高，读者电纸书已经基本退出市场。

## 发行

### 数字出版
2010年，《读者》手机杂志开始试运营。2010年11月，读者出版集团成为首批获得新闻出版总署电子书出版资质的四家传统出版社之一，同时获得了电子书内容复制、总发行的牌照，成为制定电子书标准的发起单位。2010年12月24日，读者网开始运营。
此外，《读者》以及其子刊可以在亚马逊Kindle商店、蜘蛛网等线上电子书销售网站购买到。

## 争议
《读者》大约在1990-2010年代曾经是中国大陆中小学教师普遍推荐，认可的课外读物，中高考的作文项目也实质上鼓励使用其中的桥段作为经认证的权威论据。但到2010年代，更多来自好事者的考证表明，很多《读者》登载过的励志类文章（有时概称“心灵鸡汤”）多存在捏造事实以证明预设观点的现象，知名的如“日本夏令营”，“德国下水道”，“逃票的后果”等等从事实上皆被证伪，或根本子虚乌有。并且，这类内容还多有拔高发达国家人士道德，推销“崇洋媚外”，“民族自贱”的嫌疑。

### 台湾
2010年8月，中華民國行政院新聞局核准《读者》在台灣發行，許可字號為「局版台陸誌字第一號」，是第一個獲准在台發行的中國大陸期刊。該雜誌將發行繁体中文版本並調整內容以適應台灣讀者的閱讀喜好。